# Licneremaeus novus
Licneremaeus novus är en kvalsterart som beskrevs av Karppinen och Shtanchaeva 1987. Licneremaeus novus ingår i släktet Licneremaeus och familjen Licneremaeidae. Inga underarter finns listade i Catalogue of Life.